# Santa Sofiakerk (Benevento)

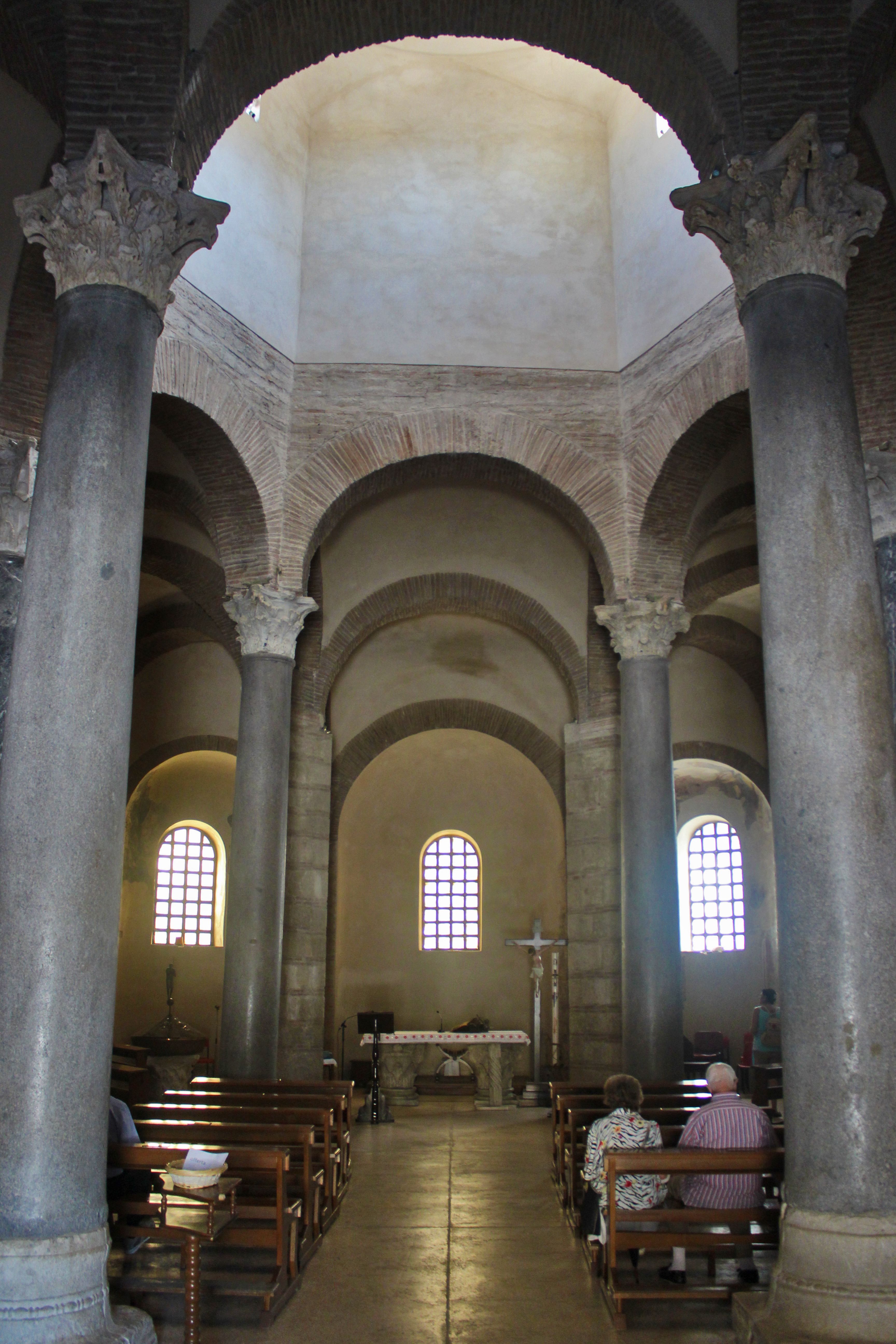
Binnenzicht Santa Sofiakerk (8e eeuw) in Benevento, Italië

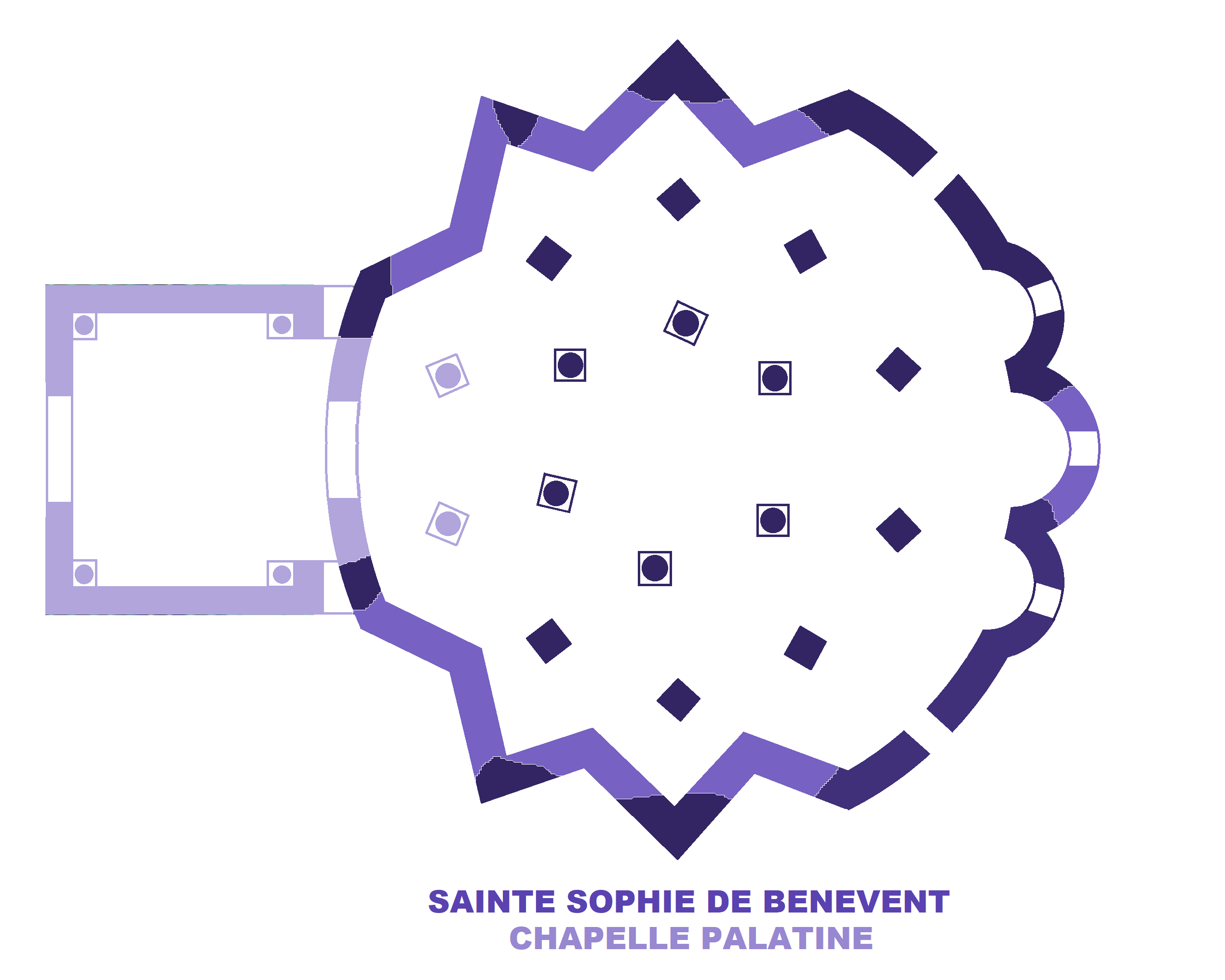
Grondplan

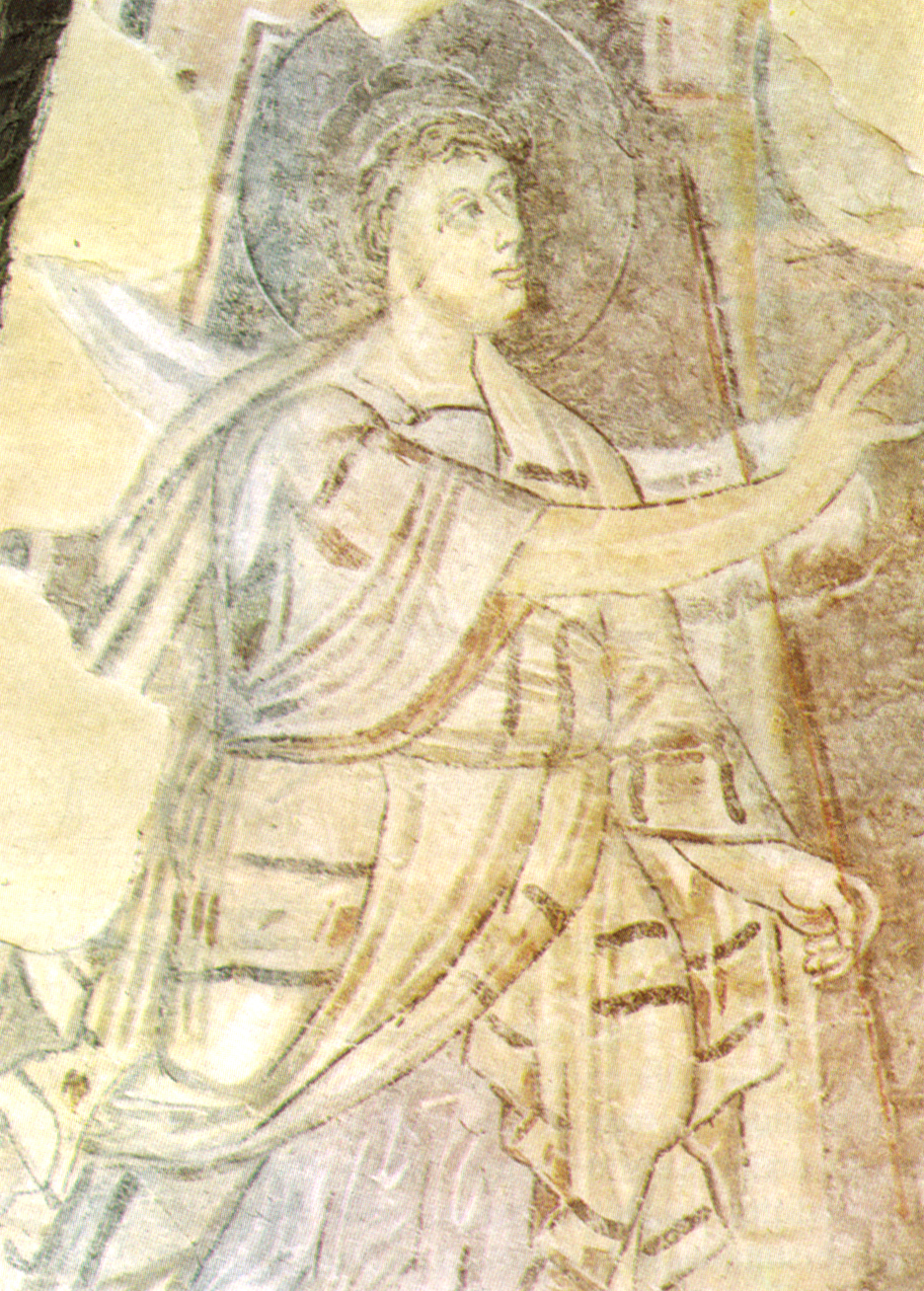
De engel kondigt Zacharias de geboorte aan van Johannes de Doper (8e eeuw)

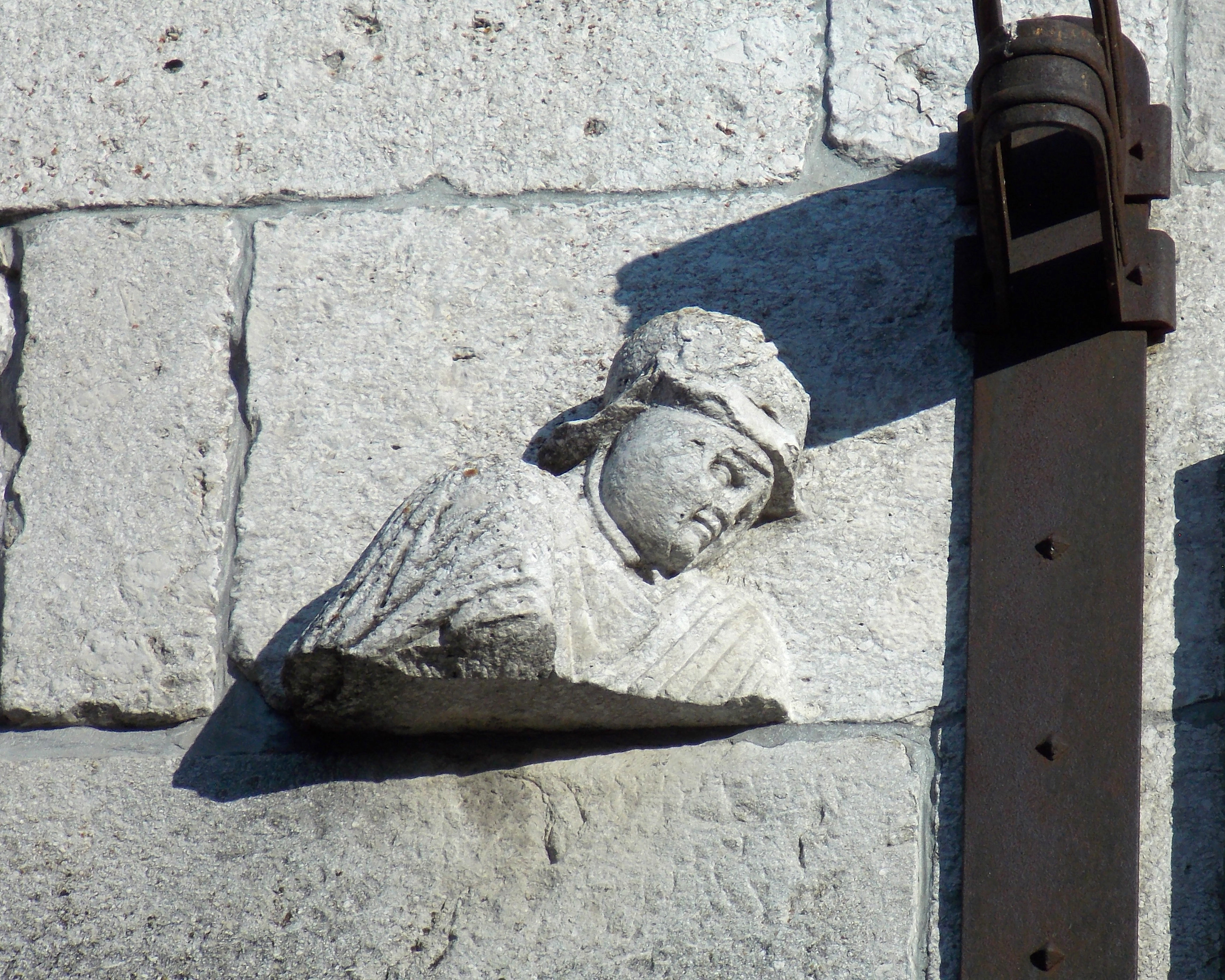
Gladiator uit de Romeinse tijd

De Santa Sofiakerk (8e eeuw en 17e eeuw) bevindt zich in Benevento, in de Zuid-Italiaanse regio Campanië. Ze is toeristisch bekend om haar fresco’s uit de Longobardische tijd en de UNESCO erkenning als werelderfgoed. De geschiedenis van de Santa Sofiakerk was in de Middeleeuwen nauw verbonden met deze van de benedictijnenabdij Santa Sofia ernaast.

## Naam
Zowel de naam als de oorspronkelijke constructie geven aan dat de kerk een kleine kopie is van de Hagia Sophia kathedraal in Constantinopel of Istanbul.

## Historiek
In de jaren 758-768 bouwden de Longobarden de Santa Sofiakerk in Benevento. Arechis II, hertog van Benevento, startte met de bouw na zijn benoeming door zijn schoonvader en laatste koning der Longobarden Desiderius. Arechis II was weggetrokken uit de Longobardische hoofdstad Pavia, samen met Desiderius’ dochter Adelperga. Arechis II wenste met de bouw van de Santa Sofiakerk zijn machtsbasis in het zuiden uit te drukken. In 760, in volle bouwperiode, bracht Arechis II eigenhandig relikwieën van twaalf marterlaren naar de kerk. Arechis II koos voor de naam en het grondplan de Hagia Sophia, de kathedraal die in de jaren 520 door keizer Justinianus van Byzantium verrees in Constantinopel. In 768 was de Santa Sofiekerk klaar. Arechis II zorgde ervoor dat Byzantijnse heiligen er vereerd werden. Zo werd bijvoorbeeld nog een relikwie van de heilige Mercurius van Cesarea aangevoerd. Mercurius van Cesaria moest het Longobardenrijk Benevento beschermen. In 774 viel het Longobardenrijk in Noord-Italië in handen van Karel de Grote, vorst van het Karolingische Rijk. De hoofdstad Pavia werd een Karolingische stad ter kroning van Karel de Grote tot koning der Longobarden. 
Arechis II koos ervoor zijn hertogdom Benevento vazalstaat te maken van Karel de Grote en gelijktijdig behield hij een zekere autonomie. De kroniekschrijver Paulus Diaconus schreef dat de Sint-Sofiakerk het nationaal symbool moest worden van de Longobarden in Zuid-Italië, naast een gebedshuis voor het zielenheil van Arechis II en zijn dynastie. Voor dat doel stemde Arechis II ermee in dat er een benedictinessenklooster gebouwd werd naast de Santa Sofiakerk. De benedictinessen vielen onder het gezag van de abdij van Montecassino. De Santa Sofia-abdij werd in de 10e eeuw een mannelijke abdij. De benedictijnen wonnen in de loop van de 11e en 12e eeuw aan macht. Verschillende pausen schonken hen privilegies zoals grondgebied, autonomie ten opzichte van Montecassino en eigen regels voor abtenverkiezing. De volgende pausen droegen bij tot de macht van de abdij van Santa Sofia: Otto I, Otto II, Otto III, Benedictus VIII, Leo IX, Gregorius VII, Urbanus II en Pascalis II. In de 12e eeuw was de abdij op haar hoogtepunt en was de abdij een van de machtigste in Zuid-Italië. Niet alleen was de Santa Sofiakerk een veel bezochte kerk doch het scriptorium had een eigen schrift dat zich verspreidde over West-Europa. Vanaf de 14e eeuw zakte de macht van de abdij weg. 
De benedictijnen werden vervangen door benedictijnse kanunniken (1455); enkele jaren later schonk paus Callixtus III de abdij weg aan zijn neef Rodrigo Borgia, de latere Borgiapaus Alexander VI. 
In 1595 verdween de Benedictijnse regel helemaal. Kardinaal Ascanio Colonna regelde de overname door de kanunniken van de Congregatie van de Allerheiligste Verlosser. De kanunniken bestuurden de abdij tot 1806 tot de Congregatie afgeschaft werd.
In 1827 schonk paus Leo XII het klooster aan de jezuïeten en in 1834 aan de Broeders van de Christelijke Scholen. Deze broeders bleven tot 1928. Sinds dan werd het klooster een museum: Museo del Sannio. De Santa Sofiakerk werd een apart heiligdom.

## Kerkgebouw
Het grondplan van de Santa Sofiakerk is een zeshoek. Bovenop staat een koepel waarvan de diameter 23,5 m bedraagt. De koepel wordt gedragen door de zes kolommen van de zeshoek. Rond de zeshoek staan concentrisch de zuilen van een tienhoek. De tien zuilen vormen op deze wijze een tweede cirkel rond het centrum. De bezoeker krijgt een bijzonder perspectief door het spel van vierhoekige, ruitvormige en driehoekige gewelven die ontstaan door de twee rijen zuilen. De zijvleugels hebben kenmerken zowel van Byzantijnse bouwstijl als van de Santa Maria alle Pertiche in Pavia. In de apsissen zijn er fresco’s aangebracht (8e en 9e eeuw). 
Na de aardbeving van 1688 werd ze met barokke elementen herbouwd (1696-1701), op vraag van de kardinaal-aartsbisschop van Benevento Vincenzo Maria Orsini, de latere paus Benedictus XIII. Zo is de voorgevel in barokstijl opgetrokken. De 17e-eeuwse bouwwerken hebben de Santa Sofiakerk haar definitief uiterlijk gegeven. De fresco’s uit de tijd van hertog Arechis II die de aardbeving overleefd hebben, zijn de Aankondiging van de Engel aan Zacharias, de met stomheid geslagen Zacharias, de Aankondiging van de Engel aan Maria en het Bezoek van Maria aan Elisabeth. Daarnaast zijn ook fresco’s bewaard gebleven uit de 9e eeuw. Voor de 17e-eeuwse bouw werden stukken van Romeinse monumenten gebruikt. Daarom is er bijvoorbeeld een bas-reliëf van een Romeinse gladiator te zien in een van de muren.
De laatste grote restauratie van de Santa Sofiakerk dateert van de jaren 1955-1960. 
De Santa Sofiakerk is samen met zes andere sites in Italië erkend als UNESCO werelderfgoed omwille van haar Longobardische erfenis (2011).

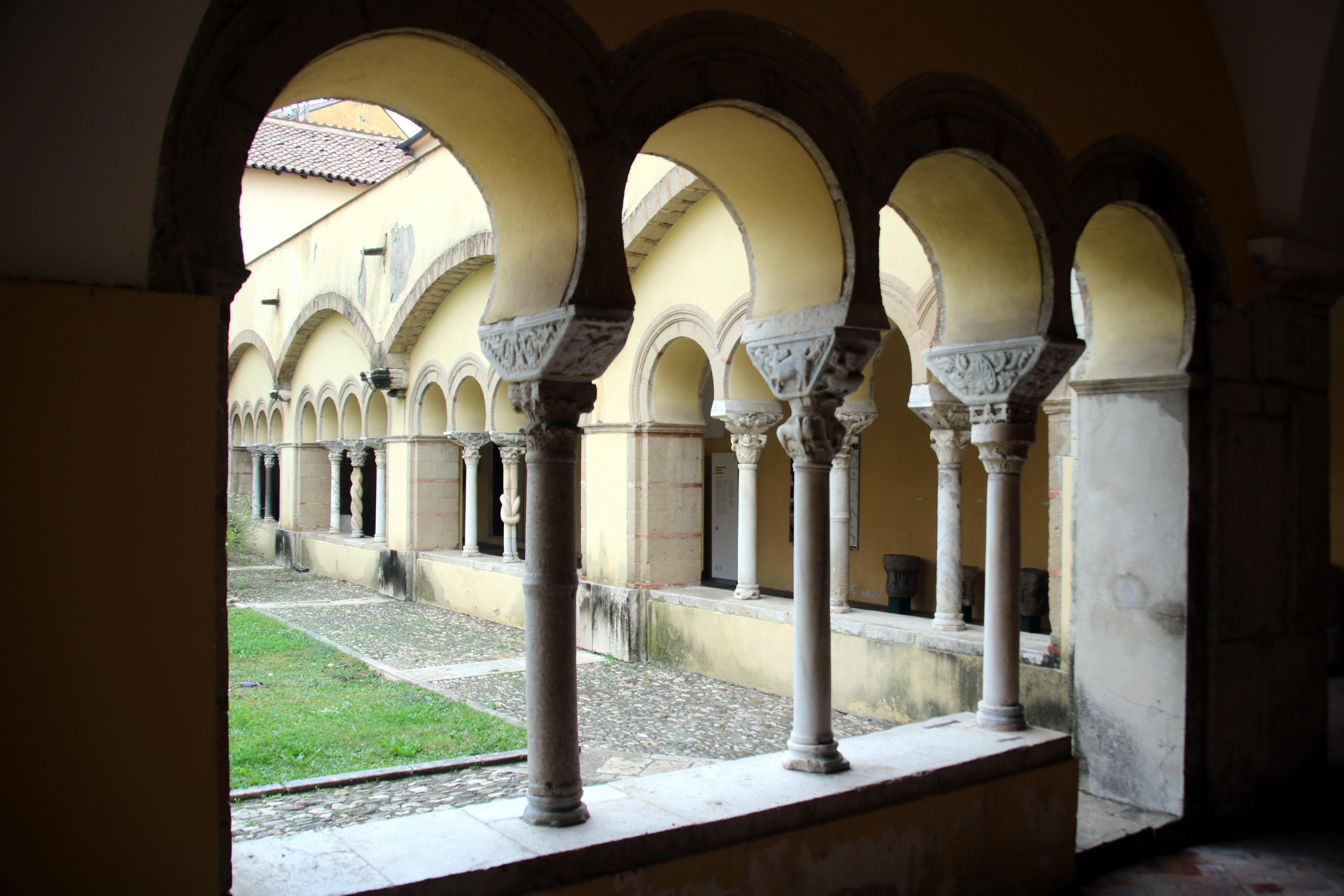
Voormalig klooster Santa Sofia, actueel Museo del Sannio